# أوتو حيكال
ثورته ضد الكوتيين واسترجاع الحكم السومري 
سقطت الامبراطورية الأكدية عام 2159 ق.م تحت وطأة تغير الظروف المناخية والجفاف والاضطرابات التي عصفت بالبلاد في السنوات الأخيرة من حكم رجل أكد القوي الامبرطور نارام سن ( واسمه يعني محبوب إله القمر سن، 2260- 2223 ق.م)،
والتي تم تبريرها لاحقاً على أنها غضب الالهة بحق هذا الملك المتجبر، والذي جاهر بإلوهيته، وأعتمر التاج المقرّن الشهير بظهوره به في حضرة الإلهة عشتار في الاختام والمنحوتات مما يُعد نوعاً من تطاول على الأعراف السائدة. إستمر تدهور الاوضاع الاقتصادية والسياسية إثر ذلك في بلاد النهرين، وحاول خلفاؤه، ومنهم إبنه شار كلي شري (وهو لقب باللغة الأكدية و يعني رأس أو ملك الملوك، 2223- 2198 ق.م) إنقاذ البلاد من دون جدوى، وأنتهى الأمر برمته بأن دخلت البلاد أقوام أجنبية تُدعى بالكوتيين(1)، وهم من سكان المناطق الجبلية (جبال زاكروس) المتاخمة لحدود العراق الشرقية مع إيران الحالية، هؤلاء الاقوام كانوا متوحشين بحسب المدونات التي وردتنا منذ عهد العاهل نارام سن(2)، لم يُخلف هؤلاء المحتلين أي وثائق مدونة بلغتهم، ولا نعرف عنهم سوى اسماء لحكامهم (وعددهم واحد وعشرون ملكاً)، حكموا لمدة 94 سنة وأربعين يوماً (2210– 2116 ق.م)(3) . وقد وردت في ثبت اسماء الملوك السومريين قائمة باسمائهم، وغلبت على اسماء المتأخرين منهم الصيغ الأكدية، دلالة على اندماجهم الثقافي مع سكان البلاد، وهو ما حصل لاحقاً مع جميع المحتلين ، حيث تذوب ثقافتهم الأصلية في ثقافة أهل العراق القدماء، أما موطنهم الأصلي فربما يكون الى الجنوب من منطقة شهرزور الحالية (والتي هي موطن أقوام أخرى تدعى اللولوبيين، والاسم من الأصل " لو" وتعني إنسان بدائي أو متوحش)، والتي شملت منطقة الزاب الأسفل. وورد ذِكر هذه الأقوام في إحدى وثائق مملكة ماري (تل الحريري بالقرب من دير الزور الحالية على الفرات في سوريا) بالاسم (قوتو) في مطلع الالف الثاني ق.م. ومن الجدير بالذكر ان اسم الجبل الذي استقرت عليه سفينة بطل الطوفان البابلي ( اوتو نفشتم ) في ملحمة كلكامش،هو (جبل نصير وورد في بعض الدراسات بالاسم جبل كوتيم)، وقد أشاعوا الرعب في بلاد سومر وأكد برمتها، وخربوا مدنها وعم الخوف والذعر بين السكان، ولكنهم على ما يبدو قد إنسحبوا في النهاية الى شمالي العراق و اختاروا مدينة آرابخا ( كركوك الحالية ) مركزاً لهم حتى تم طردهم منها(4) .
بعد هذا التقديم لتلك الفترة المظلمة من تاريخ بلاد النهرين نصل الى بوابات عصر مشرق جديد .
ففي أواخر حكم الكوتيين، أخذت دويلات المدن السومرية القديمة بالثورة على المتسلطين من حكام كوتيم واخرهم كان يدعى (تريقان) الذي حكم أربعون يوما فقط، في تلك الأثناء يظهر في مدينة اوروك امير سومري يدعى (أوتوحيكال) ليحكمها بشكل شبه مستقل ويؤسس لسلالة أوروك الخامسة.
يُخلف لنا (أوتوحيكال)، نصاً مهماً يلقي الضوء على تفصيلة منازلته لجيش تريقان وطرده للكوتيين من أرض البلاد، فيما يلي قراءة كاملة للنص الأصلي قام بها عالم السومريات صموئيل نوح كريمر في مؤلفه ( السومريون ) والتعريب للاستاذ فيصل الوائلي:
نص الملك أوتوحيكال (1)
"أنليل ملك الاقطار كلها، كلف أوتوحيكال الرجل القوي، ملك أوروك، ملك مناطق العالم الأربع، الملك الذي ليس بوسع أحد أن يخالف أمره، بتحطيم أسم ملك كوتيم ، ثعبان وعقرب الجبل، الذي حمل سلاحه ضد الآلهة، والذي نقل ملكية بلاد سومر الى بلاد (اجنبية) والذي ملأ سومر بالعداوة، والذي فصل الزوجة ممن كان له زوجة، الذي سلب الطفل ممن كان له طفل وأوجد العداوة والعصيان في البلاد.
بعدئذ توجه الى (إينانا) ملكته وابتهل إليها، يا مليكتي، أيتها اللبوة في المعركة يا من تهاجم الأقطار (الاجنبية) كلها لقد كلفني أنليل بأعادة ملكية بلاد سومر فكوني حليفتي (في هذا العمل)،إن تريقان ملك كوتيم قد عين (النص مخروم )، وعلى الرغم من أن أحداً لم يتقدم ضده، إستولى على دجلة وساحل البحر، لقد أغلق في بلاد سومر الحقول السفلى وسد الطرقات العليا، وجعل الأعشاب الضارة تنمو عالياً في طرقات البلاد.
أوتوحيكال الملك الذي منحه أنليل القوة ، الذي اختارته إينانا في قلبها، الرجل القوي ، تقدم نحو المعركة من الوركاء ضده (اي ضد تريقان)، وفي بيت (الإله) أشكور( إله الرعد والعواصف)، قدم قرباناً وخاطب مدينته: إن أنليل أعطاني بلاد كوتيم، ووضعت اينانا مليكتي، كحليفة لي، مصيري برعاية دوموزي، ووهبتني أما – اوشم - جال (اي ثعبان) السماء - كلكامش، إبن (الإلهة) ننسون ليكون مشيكماً لي.
لقد امتلأت نفوس مواطني أوروك ومواطني كُلاّب (من أحياءأوروك) بالفرح، وكرجل واحد سار (سكان) مدينته وراءه، وقاد هو القوات المختارة (من بينهم).
وبعد مغادرة بيت أشكور، قدم قرباناً في اليوم الرابع في "ناجسو" (نهر ايتمورن جال)، وفي اليوم الخامس قدم قرباناً في مزار الإلهة (إيلي تابا)، لقد أسر "اور- نينازو" و "نابي" – "أنليل" " شكاناك" "تريقان"، الذين ارسلهما سفيرين الى بلاد سومر وطوق ايديهما بأطواق من الخشب.
وبعد أن غادر أوتوحيكال مزار إيلي تابا، قدم في اليوم السادس قرباناً في (مورو) وذهب أمام أشكور وتضرع إليه: "يا أشكور، لقد أعطاني أنليل أسلحة ، فكن أنت حليفاً لي (في هذا).
وفي تلك الليلة نفسها....، وذهب الى أوتو وتضرع إليه : يا "أوتو" أن أنليل قد اعطاني كوتيم، كن أنت حليفاً لي (في هذا).
في ذلك المكان جَمعت (بلاد) كوتيم قواتها وارسلت الجيوش ضده، إلا أن أوتوحيكال، الرجل القوي، أوقع بهم الهزيمة وأسر شكاناك هم (اي قائدهم).
ثم هرب تريقان ملك كوتيم وحده وعاد الى ( بلاد كوتيم)، وفي "دوبروم" (شمال مدينة بعقوبة الحالية) حيث لجأ، عومل برفق ولكن لما كان رجال "دوبروم" يعرفون بأن أوتو حيكال كان هو الملك الذي وهبه أنليل القوة، ولم يطلقوا سراح تريقان، وأسَر رسول أوتوحيكال (تريقان) مع عائلته في دوبروم، وقيد يديه بأطواق من الخشب، ووضع عصابة على عينيه، ثم جُلِب تريقان بعد ذلك الى حضرة "أوتوحيكال " وألقى بنفسه على قدميه، فداس أوتوحيكال بقدمه على رقبته، ثم تضرع (النص مخروم).. ال (كوتي) عقرب وثعبان الجبل ونقل (... مخروم) من منطقتها ، وهكذا عادت الملكية الى بلاد سومر."
خَلدت هذه المأثرة في ذاكرة الأجيال العراقية اللاحقة و تم استذكارها في أزمان تلتها بقرون، وظهرت بهيئة نصوص فأل (فأل الملك تريقان الذي هرب وسط جموعه) وآخر اختص ب(فأل خسوف القمر في الرابع عشر من شهر تموز) والذي اقترن بنشوب ثورة على الكوتيين وسقوطهم.
حكم الملك أوتوحيكال بحسب ثبت الملوك السومريين لمدة سبع سنوات ونصف (2116 – 2110 ق.م)، والثبت عبارة عن ( قائمة مطولة ومفصلة شملت الملوك الذين حكموا بلاد سومر منذ عصور ما قبل الطوفان ثم السلالات التي حكمت من بعد ذلك، الى الزمن الذي جُمع فيه الثبت وأفضل من قام بجهد الدراسة فيها عالم السومريات ياكوبسن في مؤلفه - ثبت ملوك سومر )، و يُرجّح أن فكرة تدوين ثبت الملوك بحد ذاتها قد تمت إبان فترة حكم أوتوحيكال، وأصبحت تقليداً سار على نهجه بقية ملوك البلاد من بعده، وقد وردتنا لاحقاً (قوائم للملوك البابليين والاشوريين)، وتشير البحوث التي أجريت حول هذا التقليد، الى أنه ربما كان نوع من الاستلهام للروح الوطنية المحلية ورغبتها بالتحرر من الاحتلال الاجنبي وتدوين تراث البلاد وسلالاتها الحاكمة، ويرد في نص فأل (أن أوتوحيكال قد مات جراء غرقه في النهر). ولكن المثبت ان حكمه قد انتهى على يد صهره وحاكم مدينة أور (أور نامو) وهو الذي انتقلت راية ملكية سومر الى مدينته أور من بعد اوروك ، لينبعث من هناك ما يمكن اعتباره آخر عصر سومري مجيد في تاريخ العراق القديم (سلالة أور الثالثة 2111-2003 ق.م).
ترجمة النص المسماري المدون على الزهرية :
"أنا أوتوحيكال ملك أوروك القوي، ملك الجهات الأربع، من يمحو ختمي هذا و يضع اسمه بدلاً منه، أو من يضع يده عليه ويغيره، فعسى أن يتقلص ملكه وينمحي نسله ويلعنه ملك السماوات آنو وسيدة أوروك أينانا".
أوتو حيكال ويُسمى أيضًا أوتو حينكال، هو أول حاكم سومري حكم على بلاد سومر بعد حكم الأكديين والكوتيين عليهم.

## حياته وحكمه
هناك عدة نظريات عن أصل هذا الحاكم، لكن أغلب أنه من مدينة أوروك لأن ثورته ضد الكوتيين بدأت من هناك في القرن 22 قبل الميلاد، حكم هذا الملك بعد تحريره لبلاد سومر 7 سنوات قبل أن يتمكن صهره أور نمو محافظ مدينة أور من أخذ الحكم.

## العائلة
أوتوحيكال هو والد زوجة اورنمو وهو جد شولغي.